# Estadio Rey Balduino
El Estadio Rey Balduino o conocido como Estadio de Heysel (en francés: Stade Roi Bauduin; en neerlandés: Koning Boudewijnstadion) es un estadio multiusos ubicado en el distrito de Heysel en Bruselas, capital de Bélgica y de la Unión Europea. Es la sede habitual de la selección belga y del evento anual de atletismo Memorial Van Damme. Su dirección es Marathonlaan 135/2, 1020 Brussels.

## Historia
El estadio fue inaugurado el 23 de agosto de 1930 con ocasión del Campeonato mundial de ciclismo en pista y las celebraciones del centenario de la Independencia de Bélgica con el nombre de "Estadio de Heysel" (en francés: Stade du Heysel en neerlandés: Heizelstadion) por estar situado en dicho distrito. El partido inaugural lo disputaron las selecciones de Bélgica y Holanda venciendo el cuadro local por cuatro goles a uno.
Fue remodelado en una primera fase en 1971, con la instalación de una pista de atletismo sintético, el primero de su género en Bélgica. El estadio de Heysel fue totalmente remodelado y rebautizado como "Estadio Rey Balduino" en 1995 en honor del difunto monarca Balduino I de Bélgica, fallecido dos años antes.
El 29 de mayo de 1985 fue tristemente conocido por haberse producido la denominada Tragedia de Heysel, saldada con 39 muertos y unos 600 heridos, debido a una avalancha de aficionados en los prolegómenos de la final de la Copa de Europa que disputaron la Juventus y el Liverpool.

## Eventos

### Final Copa de Campeones de Europa 1957-58
| Fecha              | Equipo #1   | Resultado | Equipo #2   | Ronda                             | Espectadores |
| ------------------ | ----------- | --------- | ----------- | --------------------------------- | ------------ |
| 28 de mayo de 1958 | Real Madrid | 3 - 2     | A. C. Milan | Final Copa de Campeones de Europa | 67 000       |

### Final Recopa de Europa 1963-64
| Fecha              | Equipo #1          | Resultado | Equipo #2    | Ronda                                          | Espectadores |
| ------------------ | ------------------ | --------- | ------------ | ---------------------------------------------- | ------------ |
| 13 de mayo de 1964 | Sporting de Lisboa | 3 - 3     | MTK Budapest | Final Recopa de Europa -Partido reglamentario- | 3 208        |

### Final Copa de Campeones de Europa 1965-66
| Fecha              | Equipo #1   | Resultado | Equipo #2      | Ronda                             | Espectadores |
| ------------------ | ----------- | --------- | -------------- | --------------------------------- | ------------ |
| 11 de mayo de 1966 | Real Madrid | 2 - 1     | F. K. Partizan | Final Copa de Campeones de Europa | 55 000       |

### Eurocopa 1972
El Estadio Rey Balduino albergó la final de la Eurocopa 1972.
| Fecha               | Equipo #1       | Resultado | Equipo #2 | Ronda                     | Espectadores |
| ------------------- | --------------- | --------- | --------- | ------------------------- | ------------ |
| 18 de junio de 1972 | Unión Soviética | 0 - 3     | Alemania  | Final de la Eurocopa 1972 | 43.000       |

### Final Copa de Campeones de Europa 1973-74
| Fecha              | Equipo #1     | Resultado | Equipo #2          | Ronda                                                     | Espectadores |
| ------------------ | ------------- | --------- | ------------------ | --------------------------------------------------------- | ------------ |
| 15 de mayo de 1974 | Bayern Múnich | 1 - 1     | Atlético de Madrid | Final Copa de Campeones de Europa -partido reglamentario- | 49 000       |
| 17 de mayo de 1974 | Bayern Múnich | 4 - 0     | Atlético de Madrid | Final Copa de Campeones de Europa -partido de desempate-  | 23 000       |

### Final Recopa de Europa 1975-76
| Fecha             | Resultado | Equipo #2       | Ronda                  | Espectadores |
| ----------------- | --------- | --------------- | ---------------------- | ------------ |
| 5 de mayo de 1976 | 4 - 2     | West Ham United | Final Recopa de Europa | 51 296       |

### Final Recopa de Europa 1979-80
| Fecha              | Equipo #1 | Resultado     | Equipo #2 | Ronda                  | Espectadores |
| ------------------ | --------- | ------------- | --------- | ---------------------- | ------------ |
| 14 de mayo de 1980 | Valencia  | 0 - 0 (5 - 4) | Arsenal   | Final Recopa de Europa | 40 000       |

### Final Copa de Campeones de Europa 1984-85
| Fecha              | Equipo #1 | Resultado | Equipo #2 | Ronda                             | Espectadores |
| ------------------ | --------- | --------- | --------- | --------------------------------- | ------------ |
| 29 de mayo de 1985 | Juventus  | 1 - 0     | Liverpool | Final Copa de Campeones de Europa | 59 000       |

### Final Recopa de Europa 1995-96
| Fecha             | Equipo #1                    | Resultado | Equipo #2   | Ronda                  | Espectadores |
| ----------------- | ---------------------------- | --------- | ----------- | ---------------------- | ------------ |
| 8 de mayo de 1996 | Paris Saint-Germain Football | 1 - 0     | Rapid Viena | Final Recopa de Europa | 37 000       |

### Eurocopa 2000
El estadio albergó tres partidos de la Eurocopa 2000.
| Fecha               | Equipo #1 | Resultado | Equipo #2 | Ronda                 | Espectadores |
| ------------------- | --------- | --------- | --------- | --------------------- | ------------ |
| 10 de junio de 2000 | Bélgica   | 2–1       | Suecia    | Primera fase, Grupo B | 50.000       |
| 14 de junio de 2000 | Italia    | 2–0       | Bélgica   | Primera fase, Grupo B | 45.000       |
| 19 de junio de 2000 | Turquía   | 2–0       | Bélgica   | Primera fase, Grupo B | 40.000       |
| 24 de junio de 2000 | Italia    | 2–0       | Rumania   | Cuartos de final      | 42.000       |
| 28 de junio de 2000 | Francia   | 2–1       | Portugal  | Semifinal             | 47.000       |